# Ulica Kijowska w Warszawie

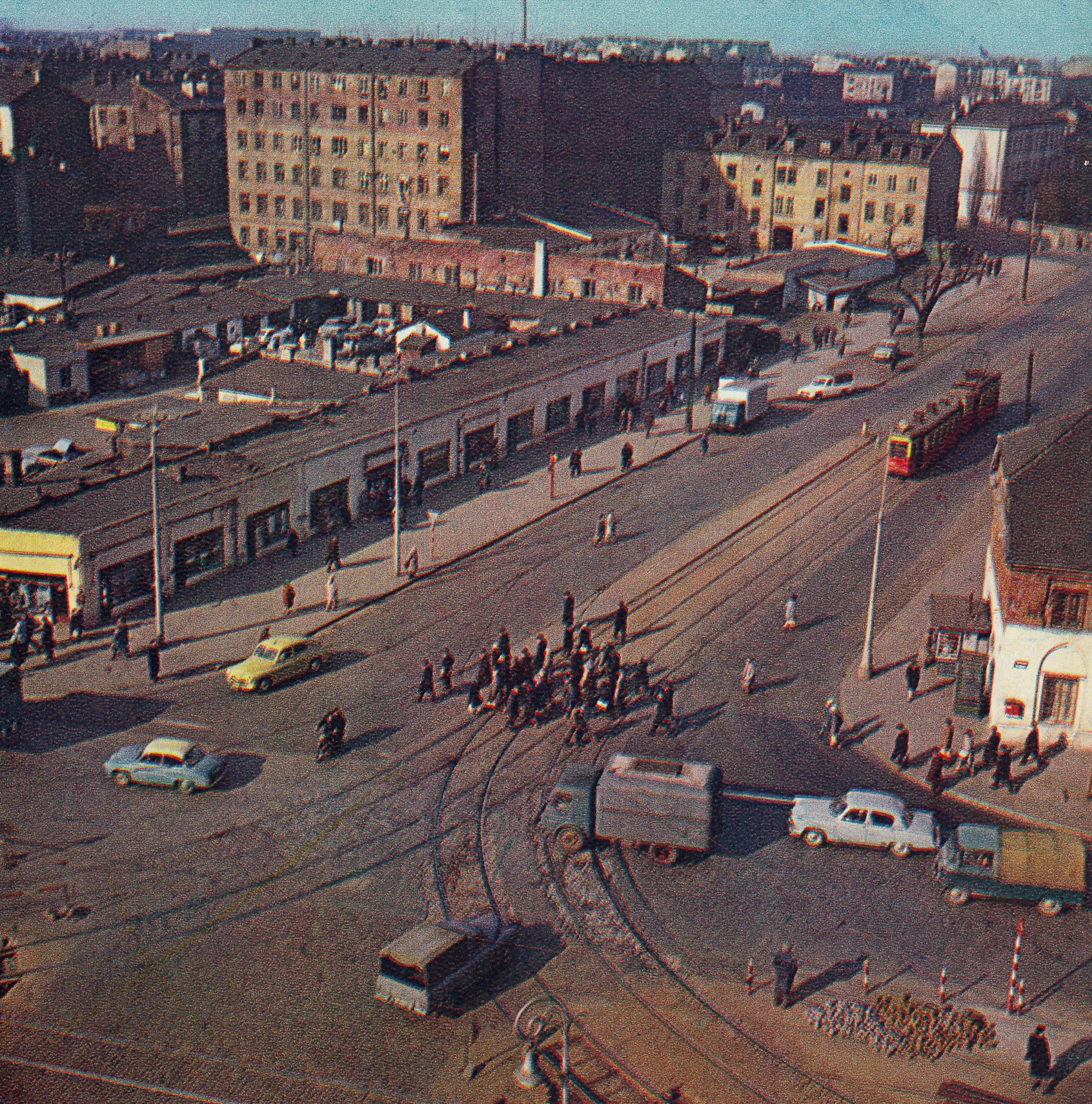
Ulica Kijowska przy ul. Targowej w latach 60. XX wieku

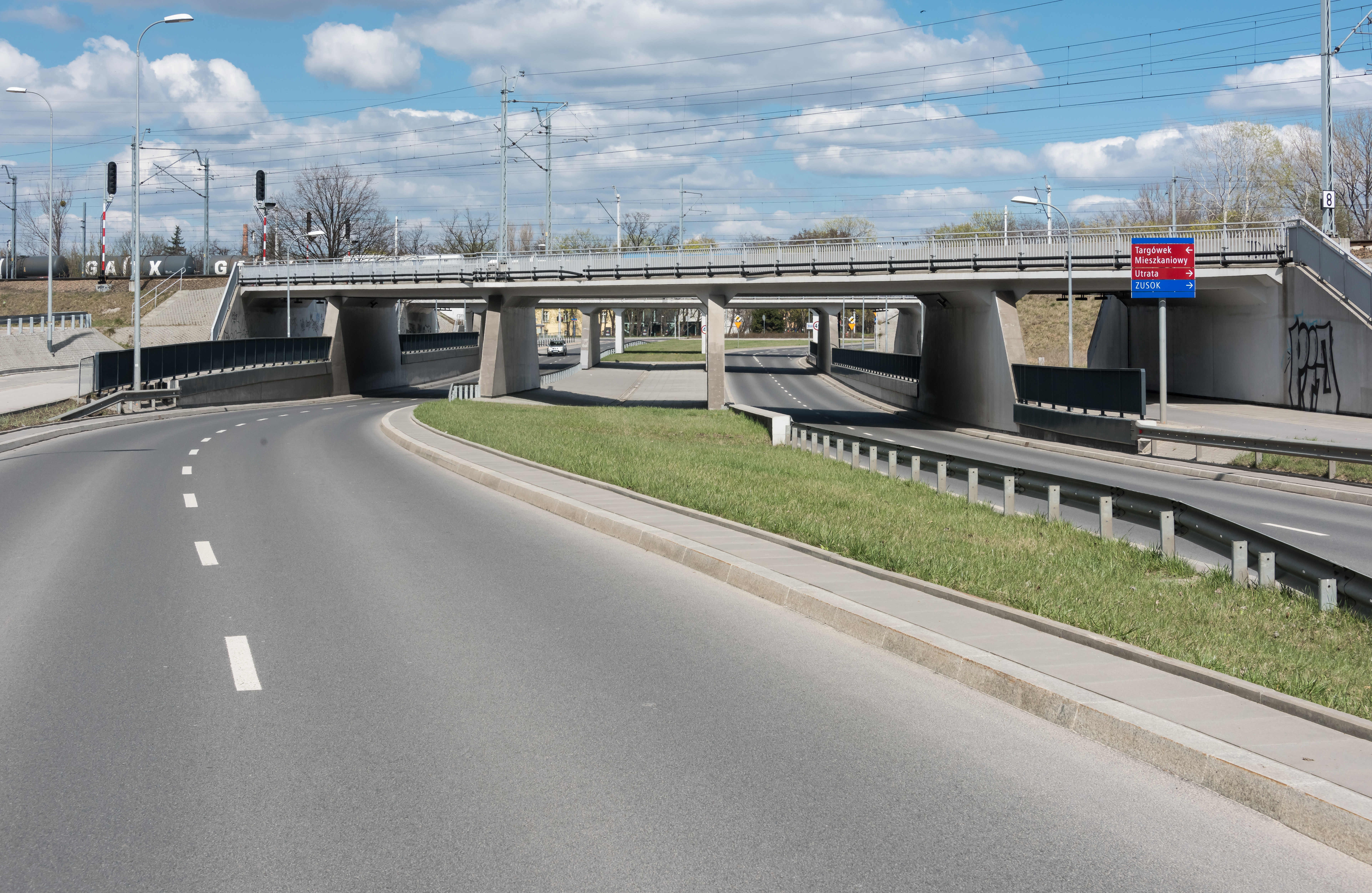
Ulica Kijowska przy ul. Zabranieckiej

Ulica Kijowska – ulica w dzielnicach Praga-Północ i Targówek w Warszawie.

## Historia
Ulicę o podobnym przebiegu zaprojektowano w 1863 jako element planu regulacyjnego Pragi (Skaryszew), zatwierdzonego rok później. Początkowo miała być przedłużeniem ulicy Sprzecznej i nosić z nią wspólną nazwę; budowa dworca Kolei Warszawsko-Terespolskiej wymusiła zmianę planów, w wyniku czego Kijowska stała się krótką przecznicą ul. Targowej (zwanej wtedy na tym odcinku Wołową), kończącą się na placyku przed dworcem, nieco na wschód od ul. Brzeskiej.
Sam Dworzec Terespolski wybudowano w latach 1864–1865 według projektu Alfonsa Kropiwnickiego. Naprzeciwko dworca, w pobliżu skrzyżowania z ul. Brzeską wzniesiono przed 1885 dwa zachowane do dziś domy mieszkalne dla kolejarzy; zaraz za nimi ulica dojazdowa do dworca odbijała nieco na południe, i po raz kolejny na wschód, wpadając w placyk postojowy przed dworcem.
Od końca 1866 pomiędzy dworcami Wiedeńskim i Terespolskim oraz Petersburskim, przez wybudowany most stały Aleksandryjski (most Kierbedzia) uruchomiono połączenie za pomocą tramwajów konnych „kolejowych”, przewożące podróżnych oraz ich bagaże. Były one zaczątkiem sieci miejskiej tramwajów konnych „belgijskich”; do której je włączono w 1883. Po 1915 funkcjonująca dotąd bez nazwy ulica otrzymała swoją obecną nazwę. 
Budowa linii średnicowej wymusiła cofnięcie dworca Wschodniego – w związku ze zmianą charakteru z czołowego na przelotowy oraz przedłużenie ulicy.
Niemal całkowite zniszczenie stacji Warszawa Wschodnia nastąpiło 5 września 1939. Kilkakrotne zbombardowanie zabudowań kolejowych tego dnia poskutkowało także masakrą ludności cywilnej oczekującej na pociągi ewakuacyjne. Budynek dawnego Dworca Terespolskiego, jak i pozostałe zabudowania przetrwały jednak okres okupacji. Dworzec został zniszczony w ostatnim okresie walk. Jego jedyny ocalały fragment znajduje się pod nr 14a.
Po 1945 Kijowską przedłużono w związku z budową tymczasowego dworca, położonego około 200 metrów na wschód od dotychczasowej lokalizacji. Nowy budynek dworca Warszawa Wschodnia, projektu Arseniusza Romanowicza, ukończono w 1969. Na miejscu dawnego placyku postojowego wzniesiono nowe budynki administracyjne, równocześnie także zlikwidowano pozostałości stacji towarowej Warszawa Wschodnia Towarowa – pozostałości Kolei Terespolskiej, w związku z jej przeniesieniem na Utratę. Przedłużenie tędy ul. Kijowskiej było planowane już przed wojną. Samą Kijowską jeszcze przed ukończeniem budowy, w 1967, przebudowano, wyprostowano i poszerzono. Usunięto bruk z kamienia polnego (tzw. kocie łby) a torowisko tramwajowe oddzielono od dwupasmowe jezdni pasami zieleni. Przy okazji wyburzono jeden z najcenniejszych zabytków na terenie dzielnicy, neogotycką kamienicę Dominika Cichockiego przy ul. Targowej 22, wybudowaną w 1824 według projektu Adolfa Schucha.
Po wojnie przy ulicy wzniesiono nowe budynki. Wieżowiec wybudowany w latach 1961–1963 według konceptu Jana Bogusławskiego i Bogdana Gniewiewskiego u zbiegu z Targową zdominował swym gabarytem okolicę. W latach 1971–1973 pod nr 11 powstał najdłuższy w mieście blok mieszkalny zbudowany według projektu Jana Kalinowskiego.
W 2000 między ulicami Targową i Brzeską oddano do użytku składający się z trzech segmentów kompleks Centrum Millenium.
W 2017 r, ukończono przedłużenie ulicy Kijowskiej aż do ul. Zabranieckiej na Targówku Fabrycznym według planów z lat 50. XX wieku, będących pozostałością zaniechanego projektu Trasy Świętokrzyskiej.

## Ważniejsze obiekty
- Jamnik (budynek)
- Dworzec Wschodni
- Zachowany relikt Dworca Terespolskiego
- Kompleks młyński Michla

## Upamiętnienia
- Kamień z wykutym napisem upamiętniającym sanitariuszki, które zginęły pełniąc służbę 5 września 1939 podczas obrony Warszawy, ustawiony na skwerze naprzeciwko Dworca Wschodniego w 1968[6].